# Arnhemia
Arnhemia es un género monotípico de plantas  perteneciente a la familia Thymelaeaceae. Su única especie:  Arnhemia cryptantha es originaria de Australia.

## Taxonomía
Arnhemia cryptantha fue descrita por Herbert Kenneth Airy Shaw y publicado en Kew Bulletin 33(1): 1–2, f. 1. 1978, en el año (14 Sep 1978)